# Siedmiorogów Drugi
Siedmiorogów Drugi (prononciation : [kaˈrɔlɛf]) est un village polonais de la gmina de Borek Wielkopolski dans le powiat de Gostyń de la voïvodie de Grande-Pologne dans le centre-ouest de la Pologne.
Il se situe à environ 1 kilomètre au sud de Borek Wielkopolski (siège de la gmina), à 17 kilomètres à l'est de Gostyń (siège du powiat) et à 59 kilomètres au sud de Poznań (capitale régionale).
Le village possédait une population de 235 habitants en 2006.

## Histoire
De 1975 à 1998, le village faisait partie du territoire de la voïvodie de Leszno.

Depuis 1999, Siedmiorogów Drugi est situé dans la voïvodie de Grande-Pologne.